# Qin Jiang
Qin Jiang (kinesiska: 钦江) är ett vattendrag i Kina. Det ligger i den autonoma regionen Guangxi, i den södra delen av landet, omkring 110 kilometer söder om regionhuvudstaden Nanning.
Genomsnittlig årsnederbörd är 2 898 millimeter. Den regnigaste månaden är juli, med i genomsnitt 627 mm nederbörd, och den torraste är januari, med 39 mm nederbörd.